# Sialis longidens
Sialis longidens là một loài côn trùng trong họ Sialidae thuộc bộ Megaloptera. Loài này được Klingstedt miêu tả năm 1932.